# Nancibella quintalia
Nancibella quintalia foi uma espécie de gastrópodes da família Helicarionidae.
Foi endémica da Ilha Norfolk.